# آرامگاه بابا گرگر
مقبره بابا گرگر مربوط به دوره صفوی است و در شهرستان قروه، روستای باباگر واقع شده و این اثر در تاریخ ۲۵ اسفند ۱۳۷۹ با شمارهٔ ثبت ۳۴۸۶ به‌عنوان یکی از آثار ملی ایران به ثبت رسیده است.